# Michael J. Flynn
Michael J. Flynn (ur. 20 maja 1934 w Nowym Jorku) – amerykański informatyk, emerytowany profesor na Uniwersytecie Stanfordzkim. Wraz z M. Paleyem założył Palyn Associates, od 2014 jest szefem Maxeler Technologies. W 1966 stworzył jedną z najwcześniejszych klasyfikacji systemów dla równoległych (i sekwencyjnych) komputerów i programów, znaną jako taksonomia Flynna.
We wczesnych latach 70. był przewodniczącym-założycielem Technical Committee on Computer Architecture (TCCA) stowarzyszenia IEEE Computer Society oraz grupy Special Interest Group on Computer Architecture (SIGARCH) stowarzyszenia Association for Computing Machinery. W 1995 roku został wyróżniony nagrodą im. Harry’ego H. Goode’a. Doktor honoris causa Uniwersytetu Belgradzkiego (2009).